# Amt Villingen
Das Amt Villingen war in napoleonischer Zeit eine Verwaltungseinheit im Südosten des Landes Baden. Es bestand von 1810 bis 1813.

## Geschichte

### Historischer Hintergrund
Die im Übergangsbereiches des südöstlichen Schwarzwaldes zur Baar am Ufer der Brigach gelegene Stadt Villingen hatte seit Anfang des 14. Jahrhunderts unter der Herrschaft der Habsburger gestanden. Dort waren ihr einige weitere Ortschaften der Umgebung untergeordnet worden. Mit dem Pressburger Frieden 1805 fielen sie an Württemberg, mit Inkrafttreten der Rheinbundakte 1806 unter die Landeshoheit Badens. Die badische Regierung errichtete im Sommer 1807 das Obervogteiamt Villingen, dem sie noch einige weitere neu hinzugekommene Ortschaften zuordnete.

### Zeit seines Bestehens

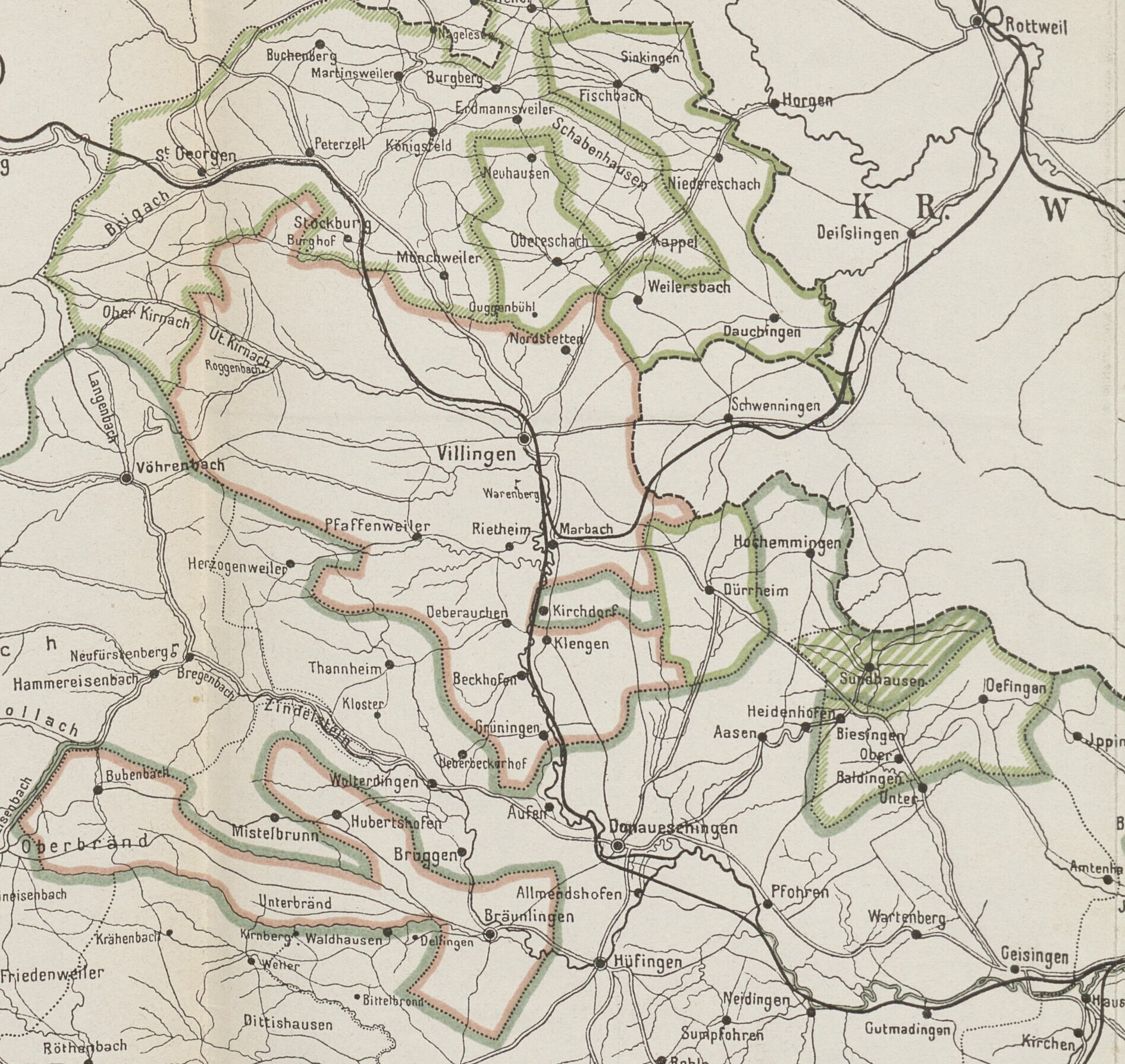
Orte des Amtes Villingen

In Umsetzung des Novemberedikts von 1809 wurde Villingen Anfang 1810 Sitz des neu errichteten Donaukreises. Zugleich wurden die bestehenden städtischen Gerichte von Bräunlingen und Villingen, die dort für die Rechtsprechung unterster Ebene zuständig waren, mit dem Obervogteiamt zum Amt Villingen vereinigt. Eine deutliche Erweiterung des Umfanges des Amtes brachte der im Oktober 1810 geschlossene Grenzvertrag zwischen Württemberg und Baden. Neu hinzu kamen
- vom Oberamt Tuttlingen die Orte Oeffingen, Oberbaldingen, Biesingen und Sunthausen (der evangelische Teil, der katholische zählte zum Amt Hüfingen)
- vom Oberamt Rottweil die Orte Dauchingen, Fischbach, Sinkingen, Kappel, Niedereschach, Schabenhausen und Weilersbach
- vom Oberamt Hornberg die Orte Mönchweiler, Oberkirnach, und Stockburg.

## Weitere Entwicklung
Aus dem Amt Villingen ging 1813 das Bezirksamt Villingen, das 1939 in den Landkreis Villingen umgewandelt wurde, hervor. Bei dessen Auflösung Anfang 1973 wurde die Stadt Sitz des neu errichteten Schwarzwald-Baar-Kreis.